# Даблагоми
Даблагоми (груз. დაბლაგომი) — село в Грузии, на территории Самтредского муниципалитета края (мхаре) Имеретия.

## География
Село находится в западной части Грузии, к югу от реки Риони, на расстоянии приблизительно 6 километров (по прямой) к юго-юго-востоку от города Самтредиа, административного центра муниципалитета. Абсолютная высота — 30 метров над уровнем моря.

## Население
По результатам официальной переписи населения 2014 года, в Даблагоми проживало 895 человек (430 мужчин и 465 женщин). В национальной структуре населения грузины составляли 100 %.
| Год  | Население, человек |
| ---- | ------------------ |
| 2002 | 1115               |
| 2014 | ↘ 895              |